# Diyar Planitia
La Diyar Planitia è una struttura geologica della superficie di Encelado.